# 무함멧칼리 아불가지예프
무함멧칼리 두이셰케예비치 아불가지예프(러시아어: Мухаммедкалый Дуйшекеевич Абылгазиев, 키르기스어: Мухамметкалый Дүшекеевич Абулгазиев, 1968년 1월 20일 소련 나린 주 ~ )는 키르기스스탄의 정치인이다. 소론바이 젠베코프 총리가 2017년 10월에 열리는 대통령 선거 출마로 사임하여 2017년 8월 22일부터 8월 26일까지 임시 총리로 역임하였다. 아불가지예프 총리는 2016년 4월부터 2017년 8월까지 제1부총리로 역임하였다. 이후 사파르 이사코프 前 총리 내각 불신임 가결로 사임하여 2018년 4월 20일부터 2020년 6월 15일까지 총리직을 지냈다.
| 전임 소론바이 젠베코프 | 키르기스스탄의 총리 권한대행 2017년 8월 22일 ~ 2017년 8월 26일 | 후임 사파르 이사코프 |

| 전임 사파르 이사코프 | 제20대 키르기스스탄의 총리 2018년 4월 20일 ~ 2020년 6월 15일 | 후임 쿠바트베크 보로노프 |